# Achelia australiensis
Achelia australiensis là một loài nhện biển trong họ Ammotheidae. Loài này thuộc chi Achelia. Achelia australiensis được miêu tả khoa học năm 1954 bởi Stock.